# 火藥洲火藥庫
22°14′36″N 114°08′23″E / 22.24333°N 114.13972°E

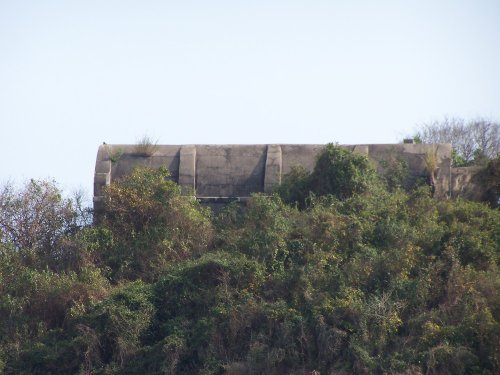
火藥洲火藥庫

火藥洲火藥庫是香港昔日一座火藥儲存庫，位於香港島西南的火藥洲，為一座拱頂的混凝土建築物，為香港三級歷史建築。

## 歷史
火藥洲火藥庫於1887年由一間名為British Dynamite Company（其後改名為Nobel's Explosives Company）的英國軍火公司興建，為香港當時最大型的私人爆炸品倉庫，及供應火藥予駐港英軍。1908年，駐港英軍基於軍事理由停止從該倉庫輸入火藥，及政府認爲該私營倉庫會對政府倉庫構成競爭，政府拒絕該倉庫續牌，火藥庫因而被迫關閉。
火藥洲火藥庫空置後，該建築物被漁民佔用，用於放置魚炮，直到香港禁止魚炮捕魚後，該建築再度荒廢至今。